# 111 dni letargu
111 dni letargu – polski telewizyjny film fabularny, dramat w reżyserii Jerzego Sztwiertni zrealizowany w 1984 roku na podstawie wspomnień Adama Grzymały-Siedleckiego (111 dni letargu. Wspomnienia z Pawiaka z lat 1942−1943, 1944).

## O filmie
Na fabułę filmu składają się przeżycia Adama Grzymały-Siedleckiego, który podczas II wojny światowej nocą w końcu 1942 roku został aresztowany w czasie akcji, jaką wymierzono w polską inteligencję. Przesiedział on na Pawiaku 111 dni (w celi oraz w szpitalu więziennym). W roli głównej wystąpił Władysław Kowalski.

## Obsada
w kolejności alfabetycznej

### Role główne
- Wojciech Alaborski (dziennikarz Aureli, znajomy Siedleckiego)
- Ewa Dałkowska (Krystyna, tłumaczka "rewidenta")
- Adam Ferency (więzień Sikorski)
- Władysław Kowalski (Adam Grzymała-Siedlecki)
- Piotr Machalica (więzień w szpitalu)
- Zdzisław Mrożewski (więzień – profesor medycyny)
- Marek Obertyn ("rewident" przesłuchujący Siedleckiego)

### Dalsze role
- Michał Anioł (kierowca gestapo)
- Stanisław Bieliński (więzień)
- Jacek Borkowski (SS-mann z psem)
- Maciej Borniński (więzień w szpitalu)
- Stanisław Brudny (Rutkiewicz, więzień w celi 192)
- Jacek Domański (więzień funkcyjny w szpitalu)
- Teodor Gendera (Sosański, więzień w szpitalu)
- Andrzej Grabarczyk (więzień)
- Andrzej Grąziewicz (więzień – lekarz na Pawiaku)
- Andrzej Grzybowski (strażnik w szpitalu)
- Czesław Jaroszyński (więzień – wojewoda)
- Marian Łącz (Więzień – niemowa w celi 192)
- Zygmunt Maciejewski (Fedelberger, więzień w celi 192)
- Leopold Matuszczak (inżynier, więzień w celi 192)
- Kazimierz Meres (więzień w celi 192)
- Janina Nowicka (pani Jadwiga, gospodyni Siedleckiego)
- Janusz Paluszkiewicz – Jałosiński, więzień w szpitalu)
- Lech Sołuba (więzień – tłumacz)
- Maciej Szary (więzień funkcyjny)
- Marcin Troński (więzień – zakonnik)
- Krzysztof Tyniec (więzień w "tramwaju" na Szucha)
- Grzegorz Warchoł (gestapowiec aresztujący Siedleckiego)
- Paweł Wawrzecki (Mirek, więzień funkcyjny w szpitalu)

### Drobne role
- Jacek Bursztynowicz
- J. Jordan-Woźniak
- Józef Kalita
- Marcin Kudełka
- Gustaw Lutkiewicz ("Starosta" celi 192)
- Henryk Łapiński
- Paweł Łęski
- Czesław Mroczek
- Jan Mateusz Nowakowski
- Jerzy Próchnicki
- Marek Skup
- Jacek Sobala
- Krzysztof Stróżyk
- Krzysztof Wieczorek
- Mirosław Wieprzewski
- Wiesław Wieremiejczyk
- Tadeusz Wójcik
- Andrzej Wykrętowicz
- Jerzy Zass (strażnik)
- Przemysław Zieliński
- Andrzej Żółkiewski

## Nagrody
- 1984 – "Brązowe Lwy Gdańskie" za film niepełnometrażowy dla Jerzego Sztwiertni na FPFF
- 1986 – "Złoty Ekran", nagroda pisma "Ekran" dla Władysława Kowalskiego